# Joquèbed
Segons el llibre de l'Èxode, Joquèbed (en hebreu יוֹכֶבֶד בת-לֵוִי Yôkābed bat Lēwî) va ser la mare biològica de Moisès.

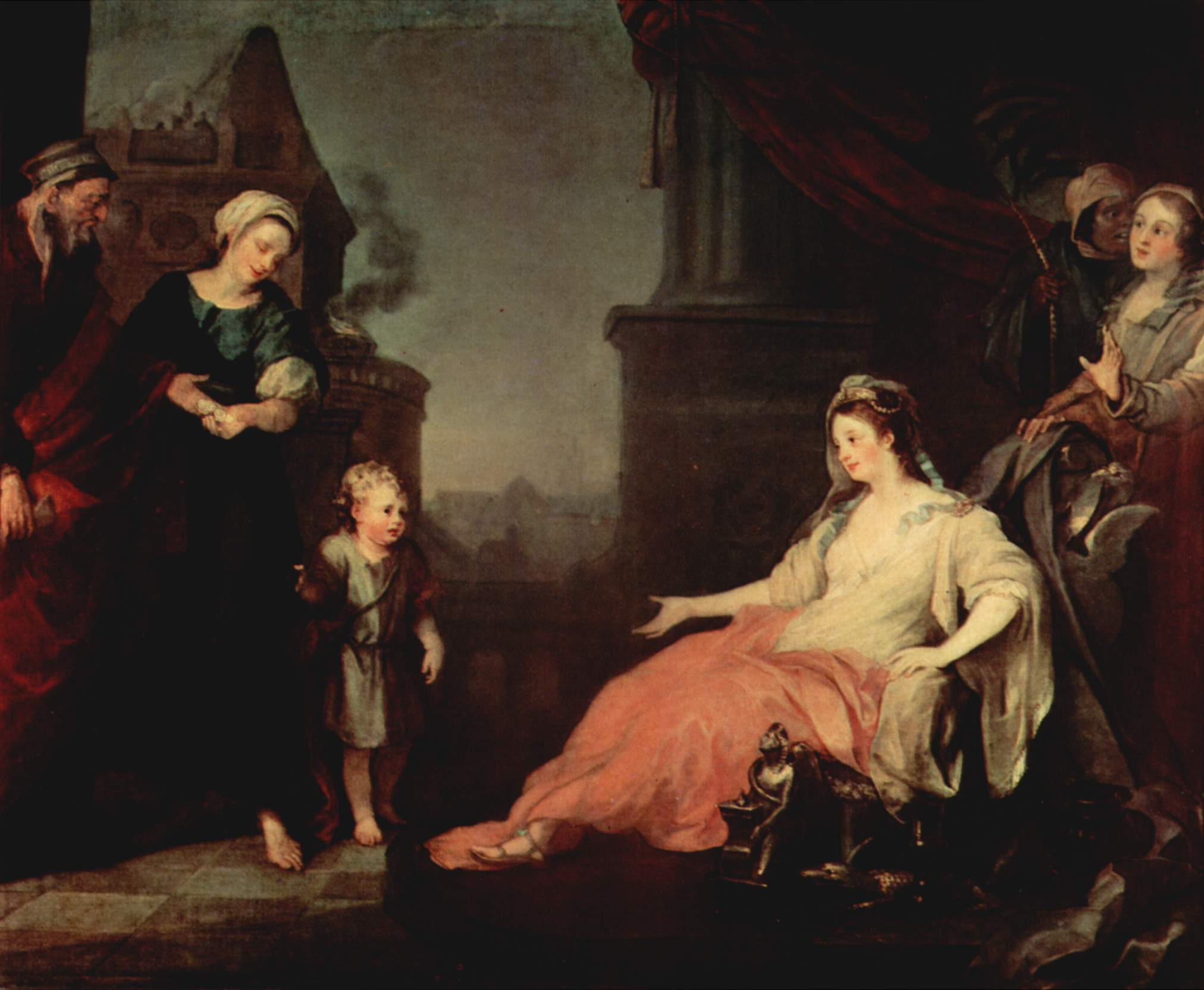
Joquèbed i Amram duen Moisès a la filla del faraó, de William Hogart

Joquèbed era filla del patriarca Leví (la tradició apòcrifa jueva cita que Leví tenia 64 anys quan Joquèbed nasqué) i nasqué a Egipte, ja que no és comptada a la llista dels 70 descendents de Jacob que van instal·lar-se al país del Nil.
Joquèbed es casà amb el seu nebot Amram, amb qui tingué tres fills: Aaron, Míriam i Moisès
Algunes tradicions del judaisme citen que Joquèbed es maridà amb un home anomenat Elitzaphon Ben Parnach, però no es diu si ho va fer abans o després del matrimoni amb Amram.
Quan Joquèbed estava embarassada de tres mesos de Moisès, el faraó va redactar un edicte pel qual tots els nou-nats hebreus havien de ser llençats al Nil. Aleshores, segons la tradició apòcrifa, Amram va abandonar-los però poc després la seva filla Míriam el va convèncer de tornar. Quan nasqué el nadó, el van amagar tres mesos fins que, per evitar ser descoberts, deixaren el nen en una cistella a les aigües tranquil·les del Nil. Joquèbed feu vigilar la cistella a la seva filla Míriam.
Resultà que la cistella la va recollir una filla (o germana) del mateix faraó, qui s'apiadà del nen i l'adoptà. Llavors, Míriam es presentà a la dama egípcia i s'oferí per buscar una dida que l'alletés. D'aquesta manera va ser com Joquèbed va poder cuidar del seu fill durant un temps més, fins que l'hagué de dur al palau reial d'Egipte.
Després, el relat bíblic l'oblida i no se'n coneix res més. Segons la tradició, però, està enterrada a la Tomba de les Matriarques, prop de Tiberíades (Israel).